# Calliano (Trydent)
Calliano – miejscowość i gmina we Włoszech, w prowincji Trydent. W 2017 roku liczyła 1920 mieszkańców.